# Jean-Baptiste Huart
Jean-Baptiste Huart (* 1892 in Dinant; † 8. November 1944 im KZ Buchenwald) war ein belgischer römisch-katholischer Geistlicher und Märtyrer.

## Leben
Jean-Baptiste Huart wurde als Sohn eines Eisenbahners in Bouvignes-sur-Meuse (Ortsteil von Dinant) geboren, besuchte Schulen in Dinant und Floreffe, sowie das Priesterseminar Namur und wurde, nach dem Kriegsdienst als Sanitäter im Ersten Weltkrieg, zum Priester geweiht. Huart war Pfarrer in Froidfontaine (Ortsteil der Gemeinde Beauraing) und in Gimnée (Ortsteil der Gemeinde Doische).
Wegen Widerstandsaktivitäten wurde er am 13. Juni 1944 festgenommen und über das Gefängnis Saint-Gilles/Sint-Gillis im August 1944 in das KZ Buchenwald verbracht, von wo er im Oktober in das KZ Langenstein-Zwieberge bei Halberstadt kam. Er zog sich eine Phlegmone zu, kehrte nach Buchenwald zurück und starb dort am 8. November 1944 im Alter von 52 Jahren.